# Pliego
Pliego – gmina w Hiszpanii, w prowincji Murcja, w Murcji, o powierzchni 29,43 km². W 2011 roku gmina liczyła 4051 mieszkańców.

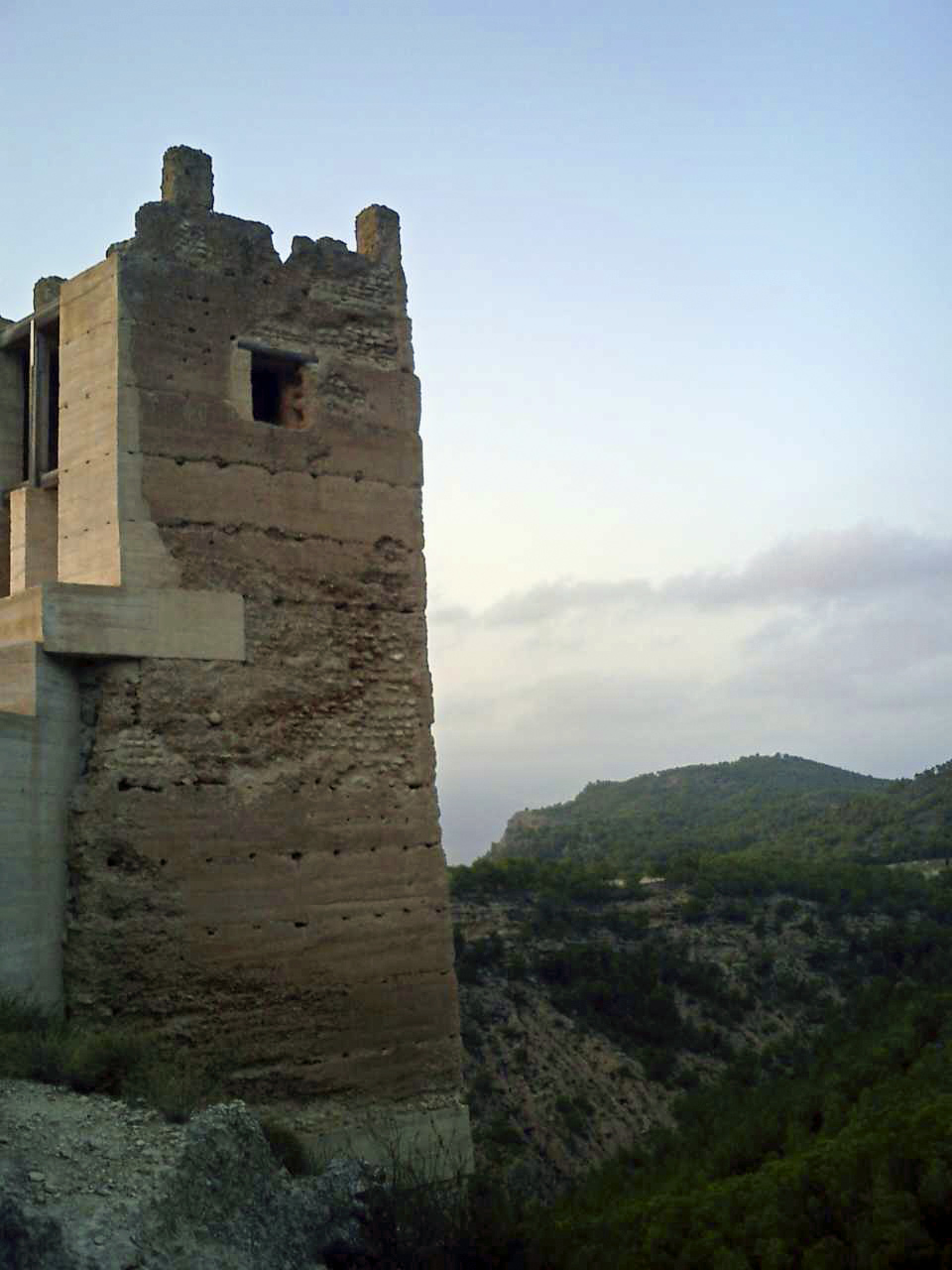
Zamkowa wieża w Pliego.